# Карпіловська Євгенія Анатоліївна
Євгéнія Анатóліївна Карпіло́вська (*12 травня 1957, Карл-Маркс-Штадт, нині Кемніц, Німеччина) — українська мовознавиця, докторка філологічних наук (з 2000), професорка (з 2006), фахівчиня у галузі морфеміки, словотвору, лексикології, лексикографії української мови, структурно-математичної та прикладної лінгвістики.

## Біографія
Народилася в сім'ї геологів. У 1979 році закінчила Київський університет. Відтоді працювала в Інституті мовознавства імені Олександра Потебні НАН України: старша лаборантка (1979–1985), молодша наукова співробітниця (1985-1991), наукова співробітниця (1991-1992) відділу структурно-математичної лінгвістики; у 1992–1997 — учена секретарка інституту; з 1997 — старша, з 2000 — провідна наукова співробітниця, з 2005 — завідувачка відділу структурно-математичної лінгвістики. З 2011 року — в Інституті української мови НАН України. Відповідальна секретарка редколегії енциклопедії «Українська мова» (3-тє вид. 2007). Членкиня Комісії зі слов'янського словотворення при Міжнародному комітеті славістів (з 2003).

## Наукова діяльність

«Активні ресурси сучасної української номінації. Ідеографічний словник нової лексики» (2013)

Одна з провідних спеціалісток у галузі словотворення та морфеміки сучасної української літературної мови. Глибоко дослідила будову та реалізацію її суфіксальної підсистеми. Встановила основні функціональні типи суфіксальних одиниць, проаналізувала їхню форму, зміст і закономірності розподілу в слові. Визначила вихідні та вивідні суфіксальні одиниці, а також їхні взаємовідношення, позиційні та комбінаторні властивості. Розробила теоретичні засади побудови суфіксальної граматики як невід'ємного складника функціональної граматики сучасної української мови.
У центрі уваги Євгенії Карпіловської — провідні тенденції та закономірності розвитку українського лексикона. Систематизувала способи його оновлення та поповнення, докладно проаналізувала морфемний матеріал, який найбільше використовують нині для творення нових слів. Визначила різновиди мовних і лексичних інновацій, простежила динаміку лексичних та словотвірних норм, описала критерії переваг при конкуруванні варіантних номінацій, накреслила перспективи створення неологічних словників. На матеріалі публіцистичного стилю дослідила явища активізації та пасивізації лексики, «ігор» зі словом.
За ініціативи та під керівництвом  Євгенії Карпіловської в Інституті мовознавства HAH України сформовано комп'ютерний морфемно-словотвірний фонд української мови. Укладач першого в українській лексикографії морфемно-словотвірного словника гніздового типу, який унаочнює організацію слів із коренями-омографами та їхніми неомографічними формальними варіантами.

## Основні публікації

### Монографії

«Кореневий гніздовий словник української мови» (2002)

- «Конструювання складних словотворчих одиниць» (1990).
- «Словотвірна морфеміка сучасної української літературної мови» (1998; співавтор).
- «Суфіксальна підсистема сучасної української літературної мови: будова та реалізація» (1999).
- «Динамічні процеси в сучасному українському лексиконі» [Архівовано 29 жовтня 2013 у Wayback Machine.] (2008; співавтор).

### Словники, енциклопедії
- «Обернений частотний словник сучасної української художньої прози» (1998; співукладач).
- «Словник афіксальних морфем української мови» [Архівовано 8 листопада 2016 у Wayback Machine.] (1998; співукладач).
- «Кореневий гніздовий словник української мови» [Архівовано 12 квітня 2022 у Wayback Machine.] (2002).
- «Шкільний словотвірний словник сучасної української мови» (2005; співукладач).
- «Українська мова: Енциклопедія» (3-тє вид. — 2007) — автор статей, член редколегії.
- «Активні ресурси сучасної української номінації. Ідеографічний словник нової лексики» (2013; співупорядник).

### Підручники
- «Изучаем украинский язык. Элементарная грамматика» (1991, 1992, 1996, 2004; співавтор).
- «Изучаем украинский язык. Расширенный курс» (1993, 1996; співавтор).
- "Українська література XI-XVIII століть: Хрестоматія з коментарями (1997; співупорядник).
- «Вступ до комп'ютерної лінгвістики» (2003).
- «Вступ до прикладної лінгвістики: Комп'ютерна лінгвістика» [Архівовано 12 квітня 2022 у Wayback Machine.] (2006).
- «Теоретичні та прикладні проблеми комп'ютерної лінгвістики» (2006; співавтор).

### Статті
- Морфеміка слов'янських мов як об'єкт типологічного вивчення // Мовознавство. — 1998. — № 2-3. — С. 117—133 (співавторка).
- Динаміка словникового складу сучасної української мови на тлі міжслов'янських // Мовознавство. — 2003. — № 2/3. — С. 96-111 (співавтор).
- Тенденції розвитку сучасного українського лексикону: чинники стабілізації інновацій // Українська мова. — 2007. — № 4. — С. 3-15; 2008. — № 1. — С. 24-35.
- Вплив інновацій на стабільність мовної системи: регулятори системної рівноваги // Мовознавство. — 2008. — N 2/3. — С. 148—158.
- З комп'ютером — до глибин мови // Світогляд. — 2010. — № 4. — С. 74-80 (співавтор).

### У мережі
- Публічна лекція «Українська комп'ютерна лінгвістика сьогодні» (2010).